# 機獣新世紀ZOIDS
『機獣新世紀ZOIDS』（きじゅうしんせいきゾイド）は、上山道郎の漫画。

## 概要
トミー（現・タカラトミー）のゾイド復活の先陣を切るものとして、小学館の『月刊コロコロコミック』に1999年6月号から2001年10月号まで連載（1999年5月号に予告掲載）されたが、この作品の人気で『コロコロコミック』の低年齢層の購読者が増え、この新規 購読者層向けのゾイド漫画で新規購読者を狙う方針が固まり、打ち切られた。単行本は、てんとう虫コミックスから全5巻が発刊された。『ゾイド -ZOIDS-』のタイトルでアニメも放送されたが、基本的な登場人物以外は異なるストーリーになっている。ブレードライガーやジェノザウラー等の主役級ゾイドの登場はアニメの物語の進行に基づく。『ゾイド新世紀スラッシュゼロ』放送開始後も連載は続いた為、ライガーゼロやバーサークフューラーも登場する。また作者の趣味か、しばしば中華圏風の人物や機体名等が登場する。
続編にあたる『機獣新世紀ZOIDS EX』が上山道郎のウェブサイトで不定期連載されていた。同人誌として販売されていたが、現在の入手は非常に困難となっている。
1999年の連載開始から20周年になるのを記念して、2019年7月より全3巻で『新装版 機獣新世紀ZOIDS』が小学館クリエイティブより復刻された。収録されるのは旧単行本全5巻に掲載された29話分で、これまで未収録だった短編は収録されるが、上山が個人として発表していた続編・外伝は含まれない。また、キャラクター設定画・雑誌掲載時のカラー扉絵・カラーイラストなどが巻末に収録される。上山によると、これまでは権利関係が複雑なため復刊できずにいたが、若手の編集者が粘り強く交渉して、企画から1年かけて復刊にこぎつけたという。
新装版 第1巻の発売を記念して、『コロコロアニキ』2019年夏号には読み切りの新作が掲載され、合わせて書き下ろしの付録が掲載された。また、2019年12月にはゾイドの第3期シリーズ(2018年～)を扱った『月刊コロコロコミック』2019年12月号増刊『ゾイドワイルドファンブック』Vol.1においても描き下ろしの新作が掲載された。『コロコロアニキ』掲載分は新装版 第3巻へ収録されているが、『ゾイドワイルドファンブック』掲載分は単行本未収録である。

## あらすじ
惑星Zi、エレミア砂漠。野良のガイサックに追われて古代遺跡に迷い込んだバンは、そこでオーガノイドのジークと出会う。ジークとともにガイサックを退けたバンは故郷に戻るが、そこにレイヴンとセイバータイガーが襲来。一度はこれを撃破するが、レイヴンに付き従うオーガノイド・シャドーがセイバータイガーと合体、オーガノイド・シャドーによって強化されたセイバータイガーの前に苦戦する。目覚めたフィーネの助言に従い、ジークとかつての戦いで休眠状態となっていたコマンドウルフ（ジーク）を合体させ、これを迎え撃つ。コマンドウルフ（ジーク）とセイバータイガーは相打ちとなるが、その間際にバンはコマンドウルフ（ジーク）の中にある亡き父の思念を感じ取った。
故郷を離れて旅に出たバンは砂嵐に巻き込まれ、そこでステルスバイパー(トルナード)を駆る盗賊のアーバインと出会う。オーガノイドのジークを巡ってバンと争うアーバインだったが、追手である盗賊団とシールドライガー・シーザーに見つかり、共闘してこれを切り抜ける。その後、脱出した先でムンベイと出会ったバンたちは、アーバインがシーザーが守っていたムンベイの兄（シーザーのかつての乗り手である）ジャッドの遺したシャドーキーを盗賊団から奪取していた事を知る。再び盗賊団に襲撃された一行はフィーネを人質にとられ、これを救出すべくアジトであるベルヴァ砦跡に向かう。シーザーも駆けつけて乱戦となるが、その最中にシーザーがレッドホーンのリニアレールガンによって損傷。オーガノイドのジークと合体・修復し盗賊団を退ける。その後、シャドーキーが発見された遺跡にてフィーネはゾイドイヴの存在を知る。
バンたち一行はゾイドイヴの手掛かりを探すため、港町ポルトやミュールの町を訪れ、そこでレイヴンの駆るジェノザウラーやハンナ・ハンナの駆るデススティンガーといった強敵と戦い、シーザーもブレードライガーを経てライガーゼロへと強化されていった。そこでウェンディーヌやゾイドの中にある心の存在も知る事となった。その後、レイヴンの双子の兄ドニー・チェンと繋がりを持ったバンたちは、その居城ゾイドであるホウライやドニーから、ゾイドイヴとはすべてのゾイドコアのルーツであり、帝国摂政プロイツェンはD(ディー)と呼ばれるゾイドの復活を目論んでいることを知る。その頃、レイヴンはプロイツェン直属の部下として『D復活』のために暗躍していた。
ドニーの手引きによってバンたちと再会したレイヴンは、バーサークフューラー・シャドーエッジを駆り、バンのライガーゼロ・シーザー・ザ・キングと一騎打ちを行う。その最中にオーガノイド・ジークの力によってレイヴンの精神に入り込んだバンは、その過去にまつわるレイヴンの本心を知り、ともに戦闘を終了させるのだった。

## 登場人物

### 漫画版・アニメ版共通
バン・フライハイト
熱血タイプ・直情径行で、父親に憧れている。自分の相棒（ゾイド）を手に入れ、父親のようなゾイド乗りになるのが夢。物語の中でオーガノイドのジーク、シールドライガーのシーザーらの相棒達と共に、人間的にも大きく逞しく成長していく。名前の由来は「野蛮（やばん）」の「ばん」から。
余談だが漫画版での戦闘は格闘戦が主体で、火器攻撃（砲撃）をしたことは一度も無い。
搭乗機はコマンドウルフ（ジーク） → シールドライガー（シーザー） → ブレードライガー → ライガーゼロ → ライガーゼロ・シーザー・ザ・キング。
ジーク
バンが遺跡の中で見つけたカプセルから生まれた恐竜型の小型ゾイド（オーガノイド）。身体からはゾイドの遺伝情報を活性化させるゾイドゲノム活性化波動を放ち、人間や他のゾイドと合体してその能力を高めることができる。だが、対象となる人間やゾイドとの間にある程度の信頼関係がないと合体は出来ない。
バンがシールドライガーの“シーザー”と出会うまでは、主にジークがバンを自身の体の中に収めてから体当たりのみで戦闘ゾイドと戦っていた。作品中ではまだ幼体であったが、後に成長し鳥のような翼を生やすことが可能になった。
なお、後述のホウライ曰く「ゾイドに性別はないが、全てのゾイドは子供を生むことが出来る為、強いて言うなら性格は女性寄りとなる」とのこと。ジーク曰く「自分は:戦うのが好きじゃなくて、ほんとは昼寝したり日向ぼっこしたりするほうが好きな弱虫」とのことである。
ホウライの力で人間の姿を現れた時は、外見・口調共に少年とも少女とも取れるものだった。
フィーネ
ジークと共に遺跡のカプセルから生まれた少女。「ゾイドゲノム活性化波動」を放ち、ゾイドと思念を交流しゾイドや人間の傷を癒すなどの能力を持つ。
自分の過去の記憶を失っている。当初は人形のような印象を受けるほど感情表現が希薄だったが、バンと一緒に旅に出てから急激に感情が豊かになった。
ムンベイ曰く「バンの影響」とのこと。性格や劇中の役割はアニメ版と殆ど変わりないが、髪の色はアニメ版と異なる。本作中の設定では、その正体はオーガノイドやプロイツェン同様ゾイドイヴから直接生み出された第1世代のゾイドである。
アーバイン・キャバリエーレ
18歳。盗賊・傭兵・賞金稼ぎなどをしているが、なぜかバン達と行動を共にする。トミーの公式バトルストーリーにも登場する。アニメ版と異なり、漫画版では左目は義眼である（アニメ版で設定を変えたのは、差別的な意味合いに取られないための措置）。
この義眼は、「左目を潰された時に彼を助けた作業用ゾイドの電子眼をドクトルＦによって移植されたもの」であることがEX編で明かされた。
搭乗機はステルスバイパー（トルナード） → ステルスドラゴン。
ムンベイ・メ・ジャバル
自称・ただの行商人だが、占いやゾイドの気を感じるなどの技術も持つ。アーバインとは以前からの知り合い。父親は部族の首長。漫画版ではバンの搭乗ゾイド・シーザーの元主人である兄がいる（既に故人）。
マリア・フライハイト
バンの姉。両親のいないバンの保護者。性格はアニメ版と殆ど変わりない。
レイヴン
帝国軍に雇われている少年。ゾイド乗りとしては一流の腕前を持つが、過去のある事件から、ゾイドを激しく憎んでいた。そのゾイドに対する憎しみも続編のEX編では消えたようである。漫画版での本名はジョイス・チェン。自他共に認めるバンの良き友人にして最強のライバル。
搭乗機はセイバータイガー → ジェノザウラー → バーサークフューラー・シャドーエッジ。EX編の搭乗機はバーサークフューラー・クアドラエッジ。
シャドー
プロイツェンの黒いオーガノイドで、テスタメント遺跡でレイヴンによって発見され、それ以来は彼に付き従っていた。背中から翼を出して飛行する。
ゾイドの遺伝情報を阻害するアンチゾイドゲノムによって身体を構成されており、ジークと同様にゾイドと合体して基礎能力を強化する力を持つが、ジークとは違い「微量のアンチゾイドゲノムに触れたゾイドコアが、それに打ち克とうと活性化する」という仕組みで、ゾイドの性能は通常値の約3倍まで跳ね上がるが、一度合体したゾイドはアンチゾイドゲノムにより生命力を失い死んでしまう。レイヴンがバン達の仲間になってからは、ドクトルFによってプロイツェンのコントロール下に戻り、計画のためにフィーネをプロイツェンの別荘・ダイダロス城へと連れ去った。
ロブ・ハーマン
共和国軍大尉。トミーの公式バトルストーリーにも登場する。
スパイとして帝国軍から逃げていた際にバン達と出会う。
搭乗機はストームソーダー・ステルススペシャル（通称：S4）
カール・リヒテン・シュバルツ
帝国軍少佐。トミーの公式バトルストーリーにも登場する。
搭乗機はアイアンコング（ミュール西方山岳地帯にある帝国軍 駐留地に配属された際は、ガトリング砲を装備）。
海洋虹団（マーレ・アルコバレーノ）
元帝国軍人の賞金稼ぎ/盗賊団。アニメ版ではデザルト・アルコバレーノという名称。
ロッソ・レオーネ
作中での搭乗機はシンカー → ライガーゼロシュナイダー
ヴィオーラ・モンターニュ
作中での搭乗機はシンカー → ライガーゼロイエーガー
なお、ロッソとヴィオーラの2人はシュバルツ中佐およびキルシェ中尉のかつての上官であった。
ヴェルデ

ネーロ

ビアンコ

ジャッロ

ブル

ローザ・モンターニュ
ヴィオーラの妹。アニメ版とは設定が多少異なる。
ルイーズ・テレサ・キャムフォード
共和国大統領にして、共和国軍大尉ロブ・ハーマンの母。ちなみにトミーの公式バトルストーリーでは、彼女の名前は「テレサ」ではなく「エレナ」となっている。
ギュンター・プロイツェン
帝国摂政で、本作中では「ゾイドイヴから直接生み出された第1世代のゾイド」という設定。シャドーと同様にアンチゾイドゲノムによって構成されているエネルギー体・シャドーキーを作り出す能力を持つ。トミーの公式バトルストーリーにも登場するが、設定は大きく異なる。
ルドルフ・ゲアハルト・ツェッペリンIII世
帝国皇帝。本編では最後まで出番は無く、EX編からの登場となる。バン達と同行する事は無いが、設定や性格はアニメとほぼ同じ。ただし、アニメと違って初登場時に既に即位している。また、先代皇帝は彼の父だった。モデルはジャンプ系テレビアニメ版『NINKU -忍空-』のアニメオリジナルキャラクターのアレク。
メリーアン
ルドルフの婚約者。ルドルフと同様、EX編から登場する。元々、作者の上山がデザインしてアニメに登場したキャラだが、EXでは作者の趣味か猫耳が付いている。
また、後述のメリッサと同じく天才であるという設定が施されている。

### 漫画版のみ
アレックス・ピルグリム神父
バン達の村にある教会の神父。村人の相談役もしている。元は共和国軍で軍隊格闘の教官をしていた。アニメ版のレオン神父と外見と性格が酷似しているが、設定には大分違いが見られる。作者である上山道郎の個人サイトに掲載されている漫画では、過去に盗賊行為を行おうとするアーバインと列車の中で遭遇したエピソードが描かれた。
レベッカ
アーバインの妹。港町ポルトの孤児院で暮らしている。兄と違って素直で明るい性格。当初、アーバインが共和国の会社員だと信じていたが、同時に何か危ない仕事をしているのではないかとも疑っていた。
アニメ版にもアーバインには妹がいたが、そちらは既に亡くなっている。
プレイス
帝国軍諜報員。バン達に興味を持っている。よく葉巻を吸っている。
博士F
謎に包まれた帝国最高の天才科学者。ジェノザウラー・デススティンガー・バーサークフューラーの開発者で、彼一人の力で帝国のゾイド科学は1世紀分進化したとも言われる。また、過去にアーバインの潰れた左目に作業用ゾイドの電子眼を移植したのも彼である。プロイツェンの出生の秘密やシャドーについても知っており、「“D”計画」の中心的な役割も担っていることからも、物語の核心に最も近い人物と思われる。トミーの公式バトルストーリーにも登場する。
メリッサ・スー
わずか10歳だが、共和国工学研究所の科学者である。博士号も取得。ゾイドの操縦も上手い。アーバインのことは、反発しつつも憎からず思っている様子。
6歳の時に構築したMS（メリッサ・スー）理論を軍事利用されたことに責任を感じており、MS理論を元に構築されたゾイドを回収しようと行動中にバン達と出会う。
キルシェ・ハルトリーゲル
帝国軍元中尉。シュバルツ少佐の部下。軍の命令でミュール周辺の耕作地を荒らしていたが、バンに原因としていた暴走ゾイドを排除される。元来真面目な性格で、専横な行いの多いプロイツェンナイツを嫌い、ハンナのデススティンガーの違法性を調べるため自ら操縦席に座るもデススティンガーの暴走に巻き込まれてしまう。バン達に無事に助けられたが、その事がきっかけで除隊処分となる。トミーのゾイドバトルカードゲームや、公式バトルストーリーにも登場する。
ハンナ・ハンナ
帝国軍の特務部隊・プロイツェンナイツ所属の少尉。そのためか、一般軍に対してはたとえ階級が上でも尊大な態度をとる。脳内にゾイド細胞を移植することで知覚を加速した強化人間。もとはスタインコーレ鉱山の炭坑街の出身で4歳の頃に両親を事故で亡くし酒浸りな親戚に引き取られ、5歳の頃から作業用のゴリラ型ゾイド同士のボクシングの乗り手として稼いでいた。そんな中、彼女の才能を見出したプロイツェンに引き取られ、軍の士官学校に編入しプロイツェン親衛隊となるべく訓練を受けた。生きる意味を見出してくれたプロイツェンには絶対の忠誠を誓っている。トミーのゾイドバトルカードゲームや公式バトルストーリーにも登場する。
作中での搭乗機はデススティンガー → ジェノブレイカー。
ブラオ
三機のサイカーチスで構成された、帝国軍・三色電光隊（ドライブリッツたい）の隊長。
ミュールでシュバルツ少佐の部下として登場。数に加え、バンが飛行ゾイドとの戦闘経験が無い事もあり彼を圧倒した。
搭乗ゾイドは前述の通りサイカーチス。
ゲルプ、ロート
三色電光隊（ドライブリッツたい）の隊員。二人同時に登場した為、どちらがどちらなのか不明。
搭乗ゾイドは隊長同様にサイカーチス。
トミー・パリス
共和国軍中尉でミュール地方防衛部隊所属。トミーのゾイドバトルカードゲームや公式バトルストーリーにも登場する。
搭乗ゾイドはディバイソンのガンホー
ルルゥ・グラマジオ・ミュール
独立自治都市・ミュールの領主であり、ミュールの街の事を第一に考える。足が悪く、車椅子型ゾイド・コーチェに乗っていたが、劇中のある事件を機に杖を使えば歩けるようになった。
ドニー・チェン
名家・チェン家の現当主で、レイヴンの双子の兄。レイヴンと瓜二つだが、顔の模様が逆。レイヴンの過去と深い関わりを持っている。
ハンコック大佐
共和国軍大佐。容姿は全く異なるが、性格や立場からアニメ版のクルーガー大佐に当たる人物と思われる。
ミシェール・スー
共和国大統領秘書。メリッサの姉。冷静に仕事をこなすが、ルイーズの事となると子供のように取り乱す。
ムッディー、マノッチ
ポルトの町の住人二人組で、ガイロス帝国軍の上陸に反対していた市民。バンたちが同地を発つ際はゾイド(クラーケン)の船主としてミュールまで同行した。
『コロコロアニキ2019年夏号』に掲載された読み切りではムッディーに子息が誕生している。
チロル
バンの故郷に住む少女。連れ歩いていたゾイド(ボニー)がレイヴン(セイバータイガー)の襲撃によって死亡した。
その他
ミュールでのデススティンガーとの交戦時には宮殿内に女性オペレーターが登場する。キャラクターデザインは上山道郎がゾイドバトルカードゲームのために描き下ろした「リーリエ・ハルトマン少尉」 のものだが、作中で呼称される描写は無い。

## 主な登場ゾイド
アニメ版ではゾイドは機種名だけで呼ばれていたが､漫画版では各機に固有名が与えられている。アニメ版よりゾイドのキャラクター性を強く描いていると言える。
ジーク（コマンドウルフ）
バンの父親の相棒。10年前に村を守るために戦い、活動を停止。バンのジークの名前は、このコマンドウルフから取られた。村を襲撃したレイヴンのセイバータイガーから村を守る為にジークと合体し再起動。死闘の果てにレイヴンを退けるため、体内の全エネルギーを牙に収束させて相手に噛み付き開放する必殺技・ラグナレクファングを使い、完全に大破してしまう。
シーザー（シールドライガー → ブレードライガー → ライガーゼロ）
元はムンベイの亡兄・ジャッドの愛機。彼が遺した“お宝”をめぐる事件でバンと出会い、以後、バンの愛機となった。
シールドライガーはポルトの港町近くでの対ジェノザウラー戦で大破、シャドーキーによってどうにか生命を維持し、その後ジークハートとウェンディーヌの力を受けてブレードライガーへと進化。さらにミュールの街近辺におけるデススティンガーとの戦闘で再び大破、メリッサが用意したライガーゼロのフレームにコアを移植し、今に至る。
なお、ライガーゼロとなったシーザーは通常のCAS（チェンジングアーマーシステム）であるイエーガー・シュナイダー・パンツァー・イクスを装備せず、メリッサによるオリジナル兵装を搭載したシーザー・ザ・キングとなっている。
トルナード（ステルスバイパー → ステルスドラゴン）
アーバインの愛機。後に改造された「ステルスドラゴン」は漫画オリジナルの機体で、口内の2連装マシンガン・シールドライガー以上の出力を持つ太極図型のEシールドなど、強力な装備を持つ。また飛行ユニットも開発され、空中戦にも対応した機体となった。
タルタル（グスタフ）
アニメ同様ムンベイの愛機。輸送主体故に戦闘能力はない。
風剣（フェンジャン）（ストームソーダー）
メリッサの愛機。肩部に小型ガトリング砲が装備されており、また水中戦にも対応している。他に輸送用に改造された「雲剣（ユンジャン）」もある。
ヴァイキング（ハンマーヘッド）
メリッサが構築した「MS理論」を共和国軍が無断利用して開発したゾイド。海水を原料として、無限に機雷を作り出す能力を持つ。3年前の海戦に試験投入され、回収されずに活動を続けていた。
ガンホー（ディバイソン）
パリス中尉の愛機。作中では帝国軍工作員の細工で暴走したり、デススティンガーに大破させられたりと、あまり見せ場がなかった。
S4(エスフォー)（「ストームソーダー・ステルススペシャル」の略）
ハーマン大尉の愛機。腹部に小型ガトリング砲を装備している他、照明弾などの副兵装を搭載している。ノーマルより基本性能は高い。
バーサークフューラー・シャドーエッジ
レイヴン専用に調整し、改良されたバーサークフューラー。カラーリングは黒で、本来の装備であるバスタークローの代わりに、ルシファーブレード（堕天使光刃翼）と呼ばれる10本のレーザーブレードが装備されている。
バーサークフューラー･クアドラエッジ（漢字表記では狂帝龍 四重翼）
レイヴンがバン達の側についてから改修された機体。レーザーブレードが4本に減っており、これはシャドーが居なくなった事による戦闘能力の低下をカバーする為の措置であったが結果として機体の軽量化に繋がり、戦闘能力は同等まで回復させる事に成功している。なお、クアドラエッジは複座式になっている。
ウェンディーヌ
港町・ポルトで風力発電を行っている、巨大な野生ゾイド。ポルトの町のシンボルでもある。外見は直立したトンボに似ている。
オルーガ
独立自治都市・ミュールを取り囲んでいる、城壁型の巨大野生ゾイド。感応するための宝具と共に、代々のミュールの領主に受け継がれている。非常時には、都市全体を電磁シールドで覆って町を守る。ライガーゼロ(シーザー)に力を与えた際は蝶のような光を発した。
ホウライ
チェン家に代々受け継がれている、天空城型の巨大野生ゾイド。ウェンディーヌやオルーガと違い、人間と同じように会話できるが、性格は軽い。
“D”
帝国軍が復活させようとしている、「とてつもないゾイド」。作者の上山によれば、本作のラスボスとしてデスザウラーが予定されていたという。

## 機獣新世紀ZOIDS EX
『機獣新世紀ZOIDS』の続編にあたる漫画（ただし、タカラトミー非公認）。上山道郎の個人サイトで掲載されていたが、2006年7月に公開された第七話を最後に停滞している。同人誌としてまとめられたものが、2巻まで刊行。

## コミックス
てんとう虫コミックス
- 第1巻(ISBN 4-09-142473-2) 1999年12月25日第1刷発行
- 第2巻(ISBN 4-09-142474-0) 2000年5月25日第1刷発行
- 第3巻(ISBN 4-09-142475-9) 2000年12月25日第1刷発行
- 第4巻(ISBN 4-09-142476-7) 2001年6月25日第1刷発行
- 第5巻(ISBN 4-09-142477-5) 2002年2月25日第1刷発行

新装版
- 第1巻（ISBN 978-4778038250）2019年7月12日発売 - 第1話『惑星Ziからの少年』〜第9話『港町の風』を収録。
- 第2巻（ISBN 978-4778038267）2019年9月12日発売 - 第10話『それぞれの「納得」』〜第19話『城壁の町』を収録。
- 第3巻（ISBN 978-4778038274）2019年10月11日発売 - 第20話『魔蠍、猛襲』〜最終話『魂の拳』および特別編 第13.5話『港町の嵐』を収録。